# Burretiodendron
Burretiodendron  es un género botánico de plantas con flores con once especies perteneciente a la familia de las  Malvaceae. Es originario de Asia. Fue descrito por Alfred Rehder  y publicado en Journal of the Arnold Arboretum  17(1): 47 - 48, en el año 1936. La especie tipo es Burretiodendron esquirolii (H.Lév.) Rehder

## Especies
| - Burretiodendron brilletii - Burretiodendron combretoides - Burretiodendron esquirolii - Burretiodendron hsienmu - Burretiodendron kydiifolium - Burretiodendron longistipitata | - Burretiodendron obconicum - Burretiodendron siamense - Burretiodendron tonkinense - Burretiodendron umbellatum - Burretiodendron yunnanense |